# 巴滕貝格的瑪麗
巴滕貝格的瑪麗（德語：Marie von Battenberg，1852年2月15日—1923年6月20日），埃爾巴赫-舍恩貝格親王妃，巴滕貝格家族的成員。

## 家庭
1871年，瑪麗與埃爾巴赫-舍恩貝格的古斯塔夫·恩斯特結婚，兩人共有3子1女：
1. 亞歷山大（英语：Alexander, Prince of Erbach-Schönberg）（1872年—1944年）
2. 馬克西米利安（1878年—1892年），早逝
3. 維克多（1880年—1967年）
4. 瑪麗·伊莉莎白（1883年—1966年）